# 国立病院機構災害医療センター
独立行政法人国立病院機構災害医療センター（どくりつぎょうせいほうじんこくりつびょういんきこうさいがいいりょうセンター）は、東京都立川市にある医療機関。独立行政法人国立病院機構が運営する病院である。2024年4月時点、立川市選挙管理委員会より、不在者投票のできる施設の一つとして指定されている。

## 概要

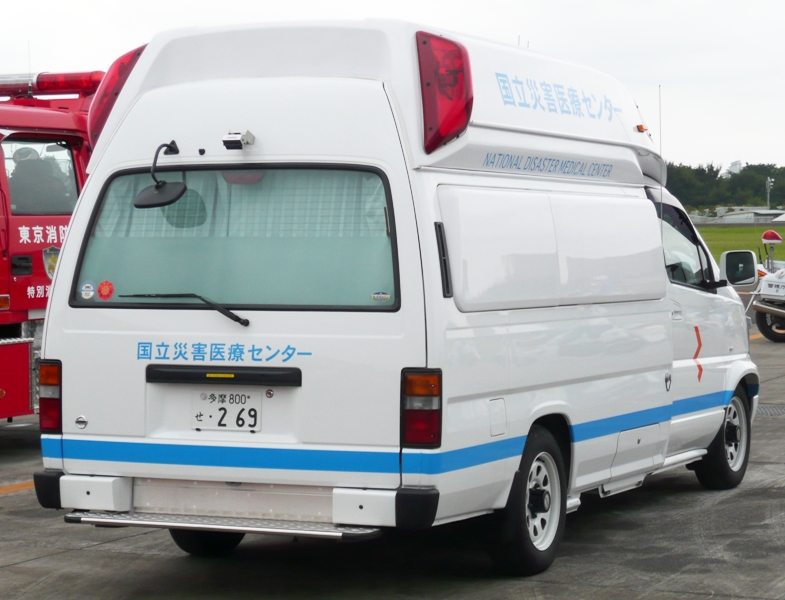
ドクターカー

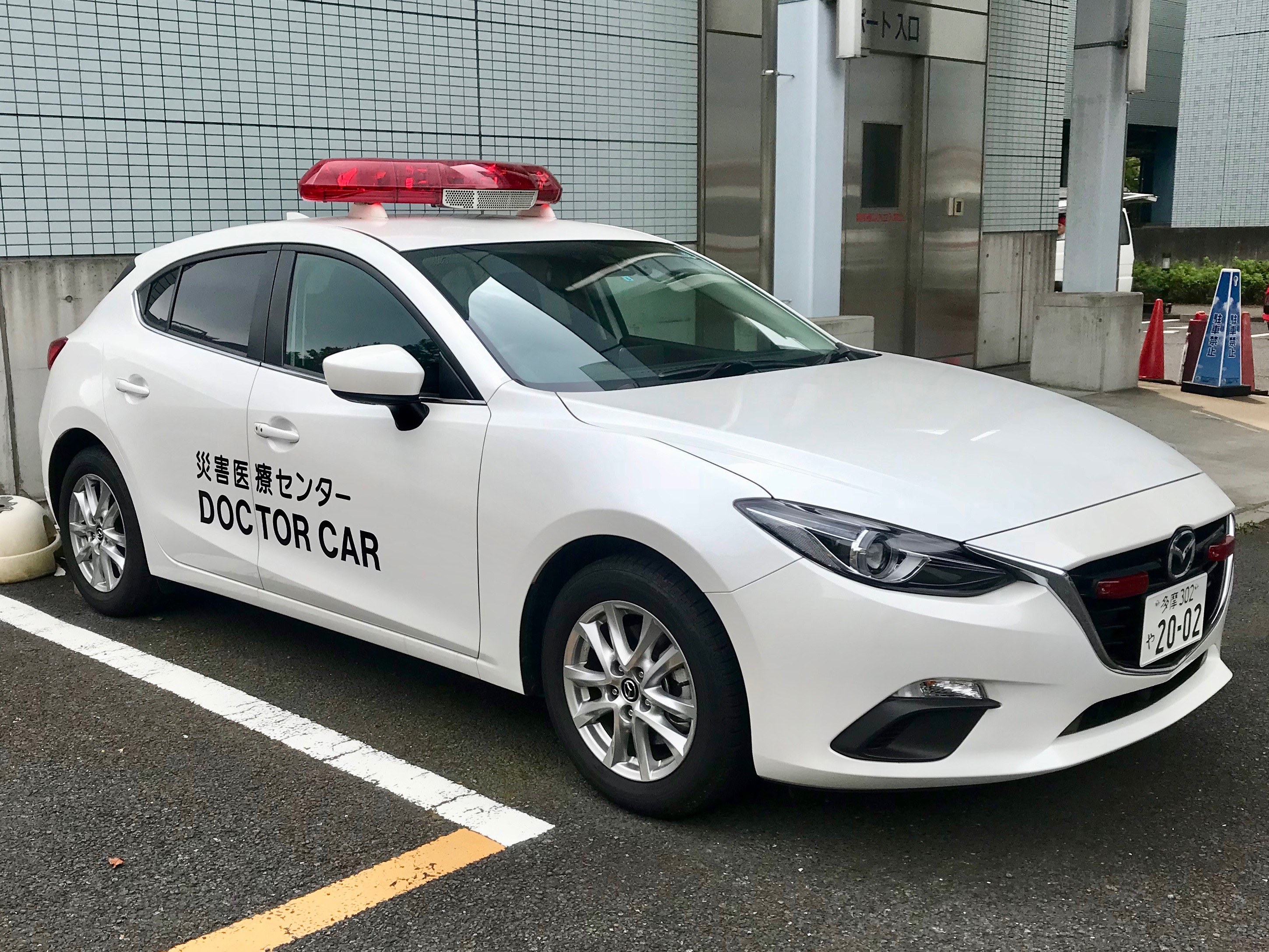
DOCTOR CAR

政策医療分野における災害医療の準ナショナルセンターであり、日本各地に550か所（2005年現在）ある災害拠点病院のトップ・リーダーとして、行政と連携しながら日本の災害医療の中心を担う。立川広域防災基地を構成する。
その他、地域医療支援病院、救急医療、臨床研究、臨床研修施設としての機能ももつ。附属看護学校を併設。
災害時の医療救護を担うDMAT(日本DMAT・東京DMAT)の研修機関。周辺の自衛隊・警察・消防・政府の広域拠点施設と共に災害対応の研修を行っている。

## 沿革
（旧国立立川病院）
- 1922年 陸軍航空部隊附属医療機関創設
- 1923年 立川陸軍病院に名称変更
- 1945年 陸軍解体により厚生省へ移管、国立立川病院発足
- 廃止時の所在地は東京都立川市曙町1-32-9。廃止後は住宅・都市整備公団へ時価譲渡

（旧国立王子病院）
- 1945年 10月18日、相武台陸軍病院が神奈川県相模原町より東京都王子区袋町の地に移転。12月1日、厚生省へ移管し国立王子病院発足
- 廃止時の所在地は東京都北区赤羽台4-17-56。廃止後は社会保険庁へ時価譲渡。跡地に東京北社会保険病院（現：東京北医療センター）が建設される。

（統合以後）
- 1995年 国立立川病院と国立王子病院を統合。国立病院東京災害医療センターとして発足。国立王子病院附属看護学校と国立療養所村山病院附属看護学校を統合して、国立病院災害医療センター附属昭和の森看護学校開校
- 2001年 厚生労働省移管
- 2004年 独立行政法人へ移行、独立行政法人国立病院機構災害医療センターとなる。同時に､看護学校も国立病院機構災害医療センター附属昭和の森看護学校に名称変更
- 2016年 学校法人青葉学園 東京医療保健大学国立病院機構立川キャンパスが開校
- 2017年 独立行政法人国立病院機構災害医療センター附属昭和の森看護学校 閉校

## 診療科
- 血液内科
- 糖尿病・内分泌内科
- 膠原病・リウマチ内科
- 呼吸器内科
- 循環器内科
- 腎臓内科
- 神経内科
- 緩和医療内科
- 小児科
- 消化器・乳腺外科
- 脳神経外科
- 呼吸器外科
- 心臓血管外科
- 整形外科
- 形成外科
- 婦人科
- 泌尿器科
- 耳鼻咽喉科
- 眼科
- 皮膚科
- 歯科口腔外科
- 精神科
- 麻酔科
- 救命救急科
- リハビリテーション科
- 放射線科
- ペインクリニック外科

## 病床数
ベッド数は平時は455床（有事の際は約2倍に増床可能）

## 医療機関の指定等
- 保険医療機関
- 救急告示医療機関
- 労災保険指定医療機関
- 指定自立支援医療機関（更生医療・育成医療・精神通院医療）
- 身体障害者福祉法指定医の配置されている医療機関
- 精神保健指定医の配置されている医療機関
- 生活保護法指定医療機関
- 結核指定医療機関
- 指定養育医療機関（未熟児医療）
- 戦傷病者特別援護法指定医療機関
- 原子爆弾被害者一般疾病医療取扱医療機関
- 公害医療機関
- 地域医療支援病院
- 災害拠点病院
- 救命救急センター
- 臨床研修指定病院
- 指定療育機関

## その他
初診時に紹介状がない場合、保険外併用療養費が7,700円（税込）加算される。

## 交通アクセス
- JR東日本中央線立川駅北口から徒歩15分
- 多摩都市モノレール高松駅から徒歩10分
- 立川バスで立川駅北口1番乗り場から「災害医療センター（IKEA前）」、または同2番乗り場から「災害医療センター東（IKEA前）」下車